# Marigot Bay
A Marigot Bay a nyugatnémet Arabesque együttes harmadik nagylemeze, amely 1980-ban jelent meg. A felvételi munkálatok a frankfurti Europasound Studiosban zajlottak, 1980 márciusában. Énekesnők: Sandra, Michaela és Jasmin.

## A dalok

### A oldal
1. High Life 3.06
2. Jingle Jangle Joe 3.09
3. Roller Star 3.38
4. Bye Bye My Love 3.27
5. Marigot Bay 3.52

### B oldal
1. Parties In A Penthouse 3.19
2. Once In A Blue Moon 3.18
3. Hey Catch On 3.20
4. Take Me Don't Break Me 3.16
5. The Only Night Was A Lonely Night 3.23

(Valamennyi dal a Jean Frankfurter – John Moering páros szerzeménye.)

## Közreműködők
- Felvételvezető: Jean Frankfurter
- Hangmérnök: Michael Bestmann, Tommy Grohe, Klaus Wilcke
- Keverés: Fred Schreier
- Producer: Wolfgang Mewes

## Legnagyobb slágerek
- High Life
- Roller Star
- Marigot Bay

Ausztria: 1981. április 15-től 4 hétig. Legmagasabb pozíció: 17. hely

NSZK: 1980-ban 22 hétig. Legmagasabb pozíció: 8. hely
- Parties In A Penthouse
- Once In A Blue Moon
- Take Me Don't Break Me

NSZK: 1980-ban 13 hétig. Legmagasabb pozíció: 40. hely

## Külső hivatkozások
- Dalszöveg: High Life
- Dalszöveg: Jingle Jangle Joe
- Dalszöveg: Roller Star
- Dalszöveg: Bye Bye My Love
- Dalszöveg: Marigot Bay
- Dalszöveg: Once In A Blue Moon
- Dalszöveg: Take Me Don’t Break Me
- Dalszöveg: The Only Night Was A Lonely Night